# زیردریایی یو-۲۱۰
زیردریایی یو-۲۱۰ (به انگلیسی: German submarine U-210) یک زیردریایی بود که طول آن ۶۷٫۱ متر (۲۲۰ فوت ۲ اینچ) بود. این زیردریایی در سال ۱۹۴۱ ساخته شد.